# Moeniswerf
Moeniswerf is een buurtschap in de gemeente Waterland, in de Nederlandse provincie Noord-Holland. Het is een van de buurtschappen die samen de leef- en- woongemeenschap van het voormalig eiland Marken vormen. Moeniswerf is gelegen net ten oosten van Grotewerf en is de meest noordoostelijke bewoonde werf van het voormalig eiland.
Moeniswerf is van oorsprong een terp. Deze terp zou van ene familie Moene of Moenis geweest kunnen zijn, maar er wordt ook gedacht dat de werf verwijst naar een verdwenen werf die van oorsprong was opgegooid door de monniken, die zich in de dertiende eeuw op het eiland vestigde. Deze verdwenen werf werd de Kloosterwerf genoemd. De oude benaming Moentzewerf zou dan ook Monnikswerf betekenen. De Kloosterwerf moet ongeveer ter hoogte van Moeniswerf gelegen hebben, voordat het deel van het eiland waarop deze lag verzwolgen werd door de Zuiderzee. Tussen Moeniswerf en Grotewerf loopt het Moeniswerverpad over in het Zereiderpad die hoogstwaarschijnlijk de Monnikenwerf (thans onderdeel van Kerkbuurt) met de Kloosterwerf verbond.
Stad: Monnickendam

Dorpen en gehuchten: Broek in Waterland · Ilpendam · Katwoude · Marken · Purmer (De Purmer) (deels) · Uitdam · Watergang · Zuiderwoude

Buurtschappen: Achterdichting · De Kets · Grotewerf · Havenbuurt · Het Schouw (deels) · Kerkbuurt · Minnebuurt · Moeniswerf · Overleek · Rozewerf · Wittewerf · Zedde

Noord-Holland: Steden en dorpen in Noord-Holland      Nederland: Provincies · Gemeenten